# Adam Ettinger
Adam Samuel Ettinger pseud. Adam, Adamski, Stanisław Dalski (ur. 18 marca 1878 w Piotrkowie, zm. 10 maja 1934 w Warszawie) – prawnik, kryminolog, działacz komunistyczny, członek Zarządu Głównego (ZG) SDKPiL (1900-1901) i Wydziału Zagranicznego KC KPRP (1920-1921).

## Życiorys
Syn mieszczanina Józefa, pochodzenia żydowskiego, podczas nauki w szkole średniej i studiów prawniczych na UW organizował koła robotnicze w Warszawie. Od XII 1896 działał w grupie Polskich Socjaldemokratów utworzonej po rozbiciu SDKP, organizował koła robotnicze i inteligenckie, propagując zasady socjaldemokratyczne. 1899/1900 współdziałał z Feliksem Dzierżyńskim i Stanisławem Trusiewiczem w budowie SDKP/SDKPiL. II 1900 organizator zjazdu grup zagranicznych SDKP w Lipsku, na którym obok Juliana Marchlewskiego i Adolfa Warskiego wygłosił referat. Finansował „Przegląd Robotniczy” i późniejsze publikacje SDKPiL. Potem w Częstochowie brał udział w utworzeniu organizacji SDKP i był inicjatorem (maj 1900) i redaktorem wydawanego przez tę organizację „Kuriera Robotniczego”. Wraz z Trusiewiczem zwołał I (II) Krajowy Zjazd SDKPiL (19-21 VIII 1900), który obradował w jego mieszkaniu w Otwocku; występował na nim jako delegat częstochowskiej organizacji partyjnej i Stowarzyszenia Robotników Socjaldemokratów Królestwa Polskiego i Litwy Zagranicą został wybrany na członka ZG SDKPiL. W wygłoszonym na zjeździe referacie poparł delegatów organizacji warszawskiej domagających się bardziej określonych żądań w sprawie polskiej. Po zjeździe zamieścił artykuł sprawozdawczy „Zjazd Krajowy” w „Przeglądzie Robotniczym” ze stycznia 1901. 25 XI 1900 skierowany przez ZG SDKPiL do pracy w Stowarzyszeniu Robotników SDKPiL Zagranicą w celu ożywienia jego działalności, skąd wrócił II 1901 i na polecenie ZG podjął pracę w organizacji krajowej. Współpracował przy wydawaniu w Warszawie nielegalnego pisma ZG SDKPiL „Kurierek Robotniczy”. Z inspiracji Róży Luksemburg i L. Tyszki  rozpoczął w SDKPiL działalność opozycyjną w stosunku do przywództwa partii na czele z Trusiewiczem - Zalewskim Przeciwnik przeprowadzonej przez Trusiewicza na Konferencji Białostockiej SDKPiL w 1901 r. uchwały o usunięciu z partii czterech delegatów SDKPiL, którzy na V Międzynarodowym Kongresie Socjalistycznym (23-27 IX 1900 w Paryżu) przyłączyli się do rezolucji PPS, wymierzonej przeciwko Róży Luksemburg, jednak wbrew oskarżeniom Trusiewicza, nie solidaryzował się z tymi delegatami.
Usunięty z ZG SDKPiL na III Zjeździe SDKPiL 28-29 IX 1901 w Warszawie (który odbył się bez udziału działaczy zagranicznych), wyjechał do Niemiec i nadal działał w SDKPiL. Jako przedstawiciel „opozycji krajowej” w kontakcie z berlińską grupą działaczy, uczestniczył w konferencji SDKPiL w Monachium 26-28 XII 1901, zwołanej z inicjatywy kierownictwa Stowarzyszenia Robotników SDKPiL Zagranicą. W końcu stycznia 1902 na krótko wrócił do kraju i popierany przez Marchlewskiego brał udział w odbudowie warszawskiej organizacji SDKPiL rozbitej aresztowaniami z jesieni 1901. Później wziął udział w zakładaniu w Krakowie pisma teoretycznego SDKPiL „Przegląd Socjaldemokratyczny” i w dużej mierze sfinansował wydanie pierwszych jego numerów. VIII 1902 wziął udział w konferencji SDKPiL w Berlinie, na której został wybrany do Komitetu Zagranicznego; później był kasjerem tego Komitetu. Studiował prawo w Bernie i współpracował z poznańską socjaldemokratyczną „Gazetą Ludową”. XII 1905 pisywał do warszawskiej „Trybuny Ludowej”, legalnego pisma SDKPiL. Członek delegacji polskiej na Międzynarodowy Kongres Socjalistyczny w Amsterdamie (1904). W 1909 w Bernie obronił rozprawę doktorską. Aktywista emigracji socjaldemokratycznej, pozostawał w kontakcie z kierownictwem SDKPiL. Był obrońcą uchwał antywojennych powziętych na Kongresie II Międzynarodówki w Bazylei 24-25 XI 1912. 1911 współpracował z pismami SDKPiL: „Wolna Trybuna” i „Nowa Trybuna” oraz (w 1912) z bolszewicką „Prawdą”. Od 1912 był związany z grupą „rozłamowców” w SDKPiL, współpracownik pisma tej grupy, „Naszej Trybuny”. Podczas wojny był w Berlinie, opowiadał się za uchwałami konferencji w Zimmerwaldzie (1915) i Kienthalu (1916), był konsekwentnym zwolennikiem walki o zakończenie wojny poprzez obalenie „rządów imperialistycznych”.
Pod koniec wojny wrócił do kraju i działał w Warszawskiej organizacji SDKPiL, a od grudnia 1918 w KPRP/KPP. Od 30 IX 1918 docent, od 15 III 1923 profesor kryminologii w WWP w Warszawie. 1919-1920 prowadził wykłady w szkole partyjnej dla działaczy młodzieżowej założonej przez Zygmunta Herynga. W połowie 1920 opuścił kraj i udał się do Berlina, gdzie 30 IX 1920 wziął udział w przygotowanej przez Adolfa Warskiego naradzie, na której zdecydowano utworzyć trzyosobową egzekutywę kierującą całokształtem prac wykonywanych za granicą dla potrzeb kraju. Został członkiem tej egzekutywy, przemianowanej XI 1920 na Wydział Zagraniczny KC KPRP. I 1921 wrócił do kraju, XII 1921 na krótko aresztowany. W późniejszych latach nie brał bezpośredniego udziału w działalności organizacyjnej KPP, jednak pozostawał w ścisłym kontakcie z tą partią. Uczestniczył w inspirowanych przez KPP pracach społeczno-kulturalnych, był członkiem ostatniej Rady Nadzorczej Spółdzielni Księgarskiej „Książka” zlikwidowanej przez władze w 1929. 1921-1924 wykładał na Uniwersytecie Ludowym. Bywał prelegentem na zebraniach klasowych związków zawodowych. Z powodu krzewienia ideologii marksistowskiej w swoich wykładach o współczesnych kierunkach w socjologii i innych naukach społecznych był kilka razy na krótko aresztowany. Brał udział w pochodach pierwszomajowych i współdziałał z lewicowymi organizacjami akademickimi. W 1932 protestował na ogólnoakademickim wiecu OMS „Życie” przeciw represjom wobec lewicy studenckiej i podnoszeniu czesnego. 1933 wystąpił w obronie przywódców strajku studentów walczących o autonomię uczelni. Próbował wraz z grupą lewicowych profesorów powołać do życia dyskusyjny klub „demokratycznej” profesury. Aktywista Stowarzyszenia Wolnomyślicieli Polskich, gdzie wygłaszał odczyty, głównie w sekcji szkolnej. 1926 wygłosił referat na Zjeździe Wychowania Moralnego zwołanym przez Związek Nauczycielstwa Polskiego Szkół Średnich i Związek Polskich Nauczycieli Szkół Powszechnych. Był wykładowcą kryminologii w Wolnej Wszechnicy Polskiej.
Autor prac z zakresu kryminologii i socjologii, m.in. „Społeczna geneza determinizmu i indeterminizmu” (1922), „Zbrodniarz w świetle antropologii i psychologii” (1924), „Adolf Quetelet - twórca naukowej statystyki i socjologii oryginalnej” (1925), „Przestępca zawodowy a polityka kryminalna” (1930).